# 제3테주교
제3테주교(포르투갈어: A Terceira Travessia do Tejo, TTT)는 타구스강(포르투갈어로 테주강) 하구 위에 건설중인 도로 철도 겸용 다리로, 북쪽의 리스본 시와 남쪽의 세투발 반도를 이을 목적으로, 2013년 완공 예정이다.
 포르투갈의 수도인 리스본과 스페인의 수도 마드리드를 잇는 고속철도가 지나갈 계획이며, 타구스강 좌안 알쿠셰트에 계획된 리스본 신공항과 리스본 도심을 연결하는 역할을 할 예정이다.